# Grosser Peilstein
Grosser Peilstein är ett berg i Österrike.   Det ligger i distriktet Melk och förbundslandet Niederösterreich, i den nordöstra delen av landet, 90 km väster om huvudstaden Wien. Toppen på Grosser Peilstein är 1 057 meter över havet.
Terrängen runt Grosser Peilstein är huvudsakligen kuperad. Grosser Peilstein är den högsta punkten i trakten. Närmaste större samhälle är Pöchlarn, 13,6 km sydost om Grosser Peilstein. 
I omgivningarna runt Grosser Peilstein växer i huvudsak blandskog. Runt Grosser Peilstein är det ganska tätbefolkat, med 75 invånare per kvadratkilometer.